# Districte de Mysore
El districte de Mysore (canarès: ಮೈಸೂರು ಜಿಲ್ಲೆ) és una divisió administrativa de Karnataka amb capital a Mysore (ciutat).

## Geografia
Està situat al sud de l'altiplà del Dècan, dins una zona regada pel riu Kaveri que corre al nord-oest i est del país; la presa de Krishna Raja Sagara en aquest riu es troba al límit nord del districte. El parc nacional de Nagarhole està en part dins d'aquest districte i en part dins el veí districte de Kodagu.
La principal cadena muntanyosa és la de Biligiri-Rangan al sud-est que arriba fins als 1.578 metres; després hi ha les muntanyes aïllades de Gopalswami (1.479 metres), Bettadpur (1.361 metres) i Chamundi (1.082 metres). Les French Rocks (893 metres) al nord de Seringapatam, formen part d'una línia que acaba al cim sagrat de Melukote (1.109 metres).
La superfície és de 6.268 km² i la població de 2.641.027 habitants.

## Administració
El districte està format per tres subdivisions (Hunsur, Mysore and Nanjangud) i set talukes:
- Mysore
- Hunsur
- Piriyapatna
- Krishnarajanagara
- Heggadadevanakote
- Nanjangud
- T. Narsipur (nom oficial abreujat de Tirumakudalu-Narasipura)

## Història
La dinastia Wodeyar establerta el 1399 a la zona va fixar la seva residència al fort de Mysore després que fou fundat el 1524, però el 1610 els rages es van traslladar a Seringapatam. Sota Haidar Ali i Tipu Sultan, el primer dels quals mai va ocupar el tron de Mysore (només tenia el poder efectiu), la capital va estar a Haidarnagar (moderna Nagara) i a Seringapatam; Tipu Sultan va agafar el títol de padshah el gener de 1786 a la mort del raja wodeyar que exercia com a nominal cap d'estat, i va proclamar l'estat Khuda-Dad que va durar fins a la seva mort en l'assalt britànic a Seringapatam el 1799. La dinastia wodeyar fou restaurada amb títol de maharajà i capital a Mysore (ciutat) però entre 1831 i 1868 l'estat fou administrat pels britànics amb seu a Bangalore, i amb el raja sense poder el qual fou autoritzat no obstant a residir a la ciutat de Mysore; la situació encara es va allargar després del 1868 i fins al 1881 per la minoria d'edat del nou raja, un parent adoptat pel raja difunt el 1865 (adopció reconeguda el 1867). Mysore fou la capital reial de l'estat fins al 1949 (Bangalore era la capital administrativa).
El districte de Mysore es va crear el 1883 com entitat administrativa de l'estat de Mysore; anteriorment durant uns 20 anys havia estat una subdivisió de la divisió d'Ashtagram. El 1901 consta amb 14.235 km².
La població del districte era: 1.104.808 (1871), 1.032,658 baixada a causa de la fam de 1876-1878 (1881), 1.181.814 (1891), i 1.295.172 (1901) 
D'aquesta població final, 1.233.000 eren hinduistes, 50.000 musulmans, 7.000 animistes, 2000 jainistes, 3.700 cristians i 30 parsis. Les castes principals són els wokkaligues, holeyes, madigues, lingayats, kurubes, bestes i bramans. Al districte hi havia 27 ciutats i 3.212 pobles. La capital era Mysore (ciutat) amb 68.111 habitants. Hi havia disset municipalitats: Hunsur, Chamrajnagar, Yedatore, Heggadadevankote, Gundalpet, Nanjangud, Tirumakudal-Narsipur, Piriyapatna, Bannur, Talakad, Seringapatam, Mandya, Krishnarajpet, Alalavalli, Nagamangala, Melukote, i French Rocks. Altres vuit ciutats foren declarades unions el 1904 deixant de ser municipalitats: Sargur, Sosale, Saligrama, Mirle, Kalale, Maddur, Palhalli i Kikkeri.
La taluka de Mysore mesurava 793 km² i tenia 133.840 habitants; el seu punt més alt era la muntanya Chamundi amb 1.082 metres.
Administrativament estava format per 14 talukes i jagirs: 
- Divisió de French Rocks
  - Mysore
  - Seringapatam
  - Mandya
  - Malavalli
- Divisió de Krishnarajpet 
  - Krishnarajpet
  - Nagamangala
- Divisió de Nanjangud
  - Chamrajnagar
  - Nanjangud
  - Tiruraakudal-Narsipur
  - Gundalpet
- Divisió de Mysore-ciutat
  - Heggadadevankote
  - Hunsur
  - Yedatore
- Yelandur (jagir)

El 1998 es va segregar el districte de Chamarajanagar.

## Arqueologia
- Temple de Somnathpur, d'estil chalukya però construït el 1269 pels hoysales
- Temple de Basaralu, de 1235
- Temple de Kikkeri, de 1171.
- Pilars del temple d'Agrahara Bachahalli.